# Ramzi Bahloul
Ramzi Bahloul (* 18. Oktober 1989) ist ein tunesischer Gewichtheber.

## Karriere
Bahloul erreichte bei den Weltmeisterschaften 2009 den zwölften Platz in der Klasse bis 77 kg. 2010 gewann er bei den Afrikameisterschaften die Goldmedaille. Bei den Weltmeisterschaften im selben Jahr wurde er Fünfter. 2011 konnte er sich bei den Weltmeisterschaften nicht platzieren, weil ihm im Stoßen kein gültiger Versuch gelang. Bei den Mittelmeerspielen 2013 gewann Bahloul die Goldmedaille. Im Herbst wurde er jedoch bei einer Trainingskontrolle positiv auf Methyltestosteron getestet und für zwei Jahre gesperrt.